# Bobin

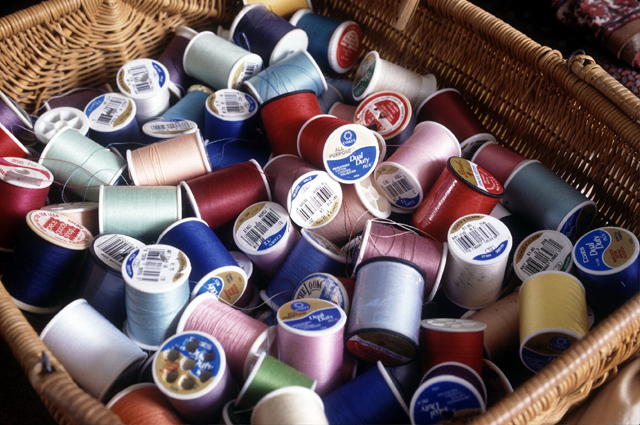
Trådrullar är en typ av bobiner.

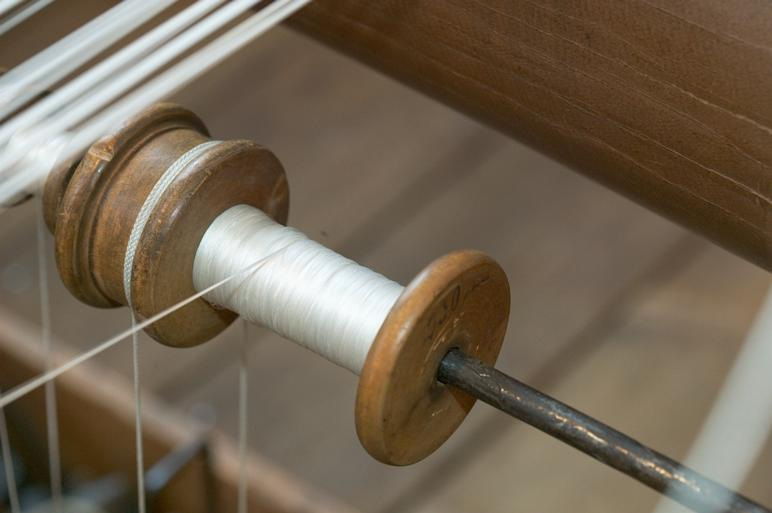
Bobin för silkestråd hos Almgrens sidenväveri

Bobin är en spole på vilken tråd av textil eller metall rullas. Ett exempel på bobin är trådrullen.

## Textilteknik
En spinnrocks rulle, varpå den nyspunna tråden upplindas kallas bobin.  Dess ena gavel är specialutformad med ett linhjul, som drivs av den lina som i två varv löper kring spinnrockens huvudhjul. Linans andra varv driver den gaffelanordning som sprider garnet längs bobinen. Genom att bobinens linhjul har något mindre diameter än gaffels linhjul kommer bobinen att rotera något fortare än gaffeln, vilket håller tråden sträckt och bestämmer hur hård tvinningen blir. Ibland kan bobinen ha två linhjul med något olika diameter. Genom att lägga drivlinan i det ena eller andra linspåret kan man styra trådens tvinningsgrad.
När spinnrockens bobin är full rullas det färdiga garnet över till en separat gavelförsedd bobin, som saknar det nyssnämnda linhjulet. Inom hemslöjden kallas en sådan bobin ibland för kabba.
Ett större antal bobiner med upprullat garn kan monteras sida vid sida på en horisontell stång. Flera sådana stänger kan sättas över varandra i en särskild ställning, som används vid varpning av en väv.  Det går åt lika många bobiner, som det antal varptrådar som ska ingå i den tilltänkta väven. Normalt ligger högst några tiotal meter garn på varje sådan bobin, motsvarande längden på den varp, som skall sättas upp i vävstolen. Karaktäristiskt för denna tillämpning är att tråden rullas av bobinen, som således snurrar i takt med avlindningen..
Vid ett annat slags bobin krysslindas garnet på ett papprör som stomme. Stommen saknar gavlar. Kryssningen styrs så att den färdiga spolen, som innehåller många hundra meter tråd, blir något konisk. Detta slags bobin monteras vertikalt med den smalare änden uppåt. Vid användningen står bobinen helt stilla och tråden dras av uppåt över bobinens ände. Detta kallas att haspla av tråden. (Jämför sportfiskets haspelrulle.)
Förfarandet innebär att trådens tvinningsgrad ändras för varje varv, som hasplas av bobinen. Om tvinningsgraden ökar eller minskar är avhängigt kombinationen av trådens tvinnriktning (S-tvinn eller Z-tvinn) och åt det håll (medurs eller moturs från bobinens ände sett) krysslindningen utförts med. Om tvinningsgraden minskar, blir tråden mjukare medan avslitningsstyrkan minskar, Om tvinningsgraden ökar blir tråden styvare och avslitningsstyrkan ökar, men samtidigt ökar risken för att tråden efter avhasplingen knutar sig.
Motsvarande problem finns även internt vid hemsymaskiner, där hanteringen av övertråden när den ska snos kring undertråden sker på olika sätt i äldre maskiner med fram- och återgående skyttel eller i modernare maskiner med roterande skyttel. För bästa sömnadsresultat ska den använda trådens tvinningsgrad vara avpassad till maskinkonstruktionen. Tvinnriktningen på vanlig sytråd och rotationsriktningen på maskinens skyttel är numera internationellt standardiserade egenskaper. Denna typ av bobin används exempelvis för de symaskiner och brodermaskiner som förekommer vid de fabriker som tillverkar kläder, där trådåtgången är hög och man vill ägna så lite tid som möjligt åt bobinbyte och tidsödande trådträdning i maskinen.

## Elektroteknik
Inom elektrotekniken var bobiner en komponent där tunna trådar rullades på, oftast för att skapa induktionsspolar. En spole lindad kring omagnetisk bobin fungerar som en luftlindad spole. Förr (slutet 1800-talet och början av 1900-talet] var bobinen vanligen av trä, ibland paraffin-impregnerad som fuktskydd och ökad hållfasthet mot elektriskt överslag. Senare har tillkommit en hel mängd av olika material för dessa bobiner, som numera hellre benämns spolstommar, alltifrån ebonit, presspan till vävbakelit och termoplaster.